# 27 gennaio
Il 27 gennaio è il 27º giorno del calendario gregoriano. Mancano 338 giorni alla fine dell'anno (339 negli anni bisestili).

## Eventi
- 98 - Marco Ulpio Traiano diviene imperatore romano
- 1077 - Enrico IV si umilia a Canossa chiedendo la revoca della scomunica a papa Gregorio VII
- 1186 - Costanza d'Altavilla sposa a Milano Enrico VI di Svevia figlio dell'imperatore Federico Barbarossa
- 1302 - La città di Firenze condanna Dante
- 1512 - Vengono promulgate le Leggi di Burgos per regolamentare il trattamento dei popoli nativi del Nuovo Mondo
- 1606 - Complotto della polvere da sparo: inizia il processo di Guy Fawkes e degli altri cospiratori; terminerà il 31 gennaio con la loro esecuzione
- 1756 - Nasce a Salisburgo Wolfgang Amadeus Mozart
- 1811 - Il chimico italiano Amedeo Avogadro formula l'omonima legge
- 1820 - Il capitano della Royal Navy britannica Edward Bransfield avvista per la prima volta il continente antartico
- 1861 - Italia: si svolgono le prime elezioni politiche generali dopo la raggiunta Unità del paese; è la IX legislatura considerando anche quelle del Regno di Sardegna
- 1869 - Nasce in Giappone la Repubblica di Ezo
- 1880 - Thomas Edison presenta la richiesta di brevetto per la lampadina a incandescenza
- 1887 - Vengono gettate le basi per la realizzazione della Bobina di Tesla, ultimata nel 1891
- 1888 - A Washington viene fondata la National Geographic Society
- 1893 - Nikola Tesla trasmette per la prima volta energia elettromagnetica senza utilizzare fili e formulò le sue Teorie sui Campi
- 1897 - Avviene la scoperta dell'elettrone a opera del fisico britannico Joseph John Thomson
- 1900 - Rivolta dei Boxer: i diplomatici stranieri a Pechino chiedono che i ribelli Boxer vengano disciplinati
- 1901 - Muore a Milano Giuseppe Verdi
- 1909 - Viene costituito l'MI6, il servizio d'intelligence britannico.
- 1915 - I Marines degli Stati Uniti occupano Haiti
- 1924
  - Il Trattato di Roma assegna Fiume all'Italia
  - Viene pubblicato su Il taccuino di Sherlock Holmes l'episodio L'avventura del vampiro del Sussex, uno dei più famosi della serie di Sherlock Holmes
- 1930 - Il fisico statunitense Ernest Lawrence progetta il primo acceleratore di particelle atomiche, il ciclotrone
- 1932 - Il simbolo del "cavallino rampante", originariamente appartenuto all'aviatore Francesco Baracca e ceduto nel 1923 come portafortuna al pilota automobilistico Enzo Ferrari, viene utilizzato per la prima volta dal futuro fondatore della Ferrari SpA
- 1938 - I chimici tedeschi Otto Hahn e Fritz Strassmann ottengono la prima fissione nucleare
- 1939
  - Enrico Fermi inizia la progettazione, con il supporto del fisico teorico Leo Szilard, della prima pila atomica
  - Il Lockheed P-38 Lightning vola per la prima volta
- 1941 - Junio Valerio Borghese assume il comando della X° Flottiglia MAS
- 1942 - Vittoriosa offensiva italiana in Cirenaica
- 1943 - Seconda guerra mondiale: 50 bombardieri eseguono la prima incursione aerea completamente statunitense contro la Germania (l'obiettivo era Wilhelmshaven)
- 1944 - Seconda guerra mondiale: dopo 29 mesi viene rotto l'Assedio di Leningrado
- 1945 - Il campo di sterminio di Auschwitz viene liberato dall'Armata Rossa
- 1948 - Il governo italiano ratifica l'Atto costitutivo dell'UNESCO, così che l'Italia ne entra a far parte
- 1951 - I test nucleari al Nevada Test Site iniziano con una bomba da un chilotone sganciata su Frenchman Flats
- 1956 - Iniziano le Olimpiadi invernali di Cortina d'Ampezzo
- 1957 - Viene realizzata la prima Harley Davidson Sportster.
- 1962 - Terminano le riprese di Licenza di uccidere, il primo film della saga di James Bond, interpretato da Sean Connery
- 1967
  - Gli astronauti Gus Grissom, Edward White e Roger Chaffee restano uccisi in un incendio durante un test della navetta spaziale Apollo 1 al John F. Kennedy Space Center
  - Più di 60 nazioni firmano il Trattato sullo spazio extra-atmosferico, che vieta le armi nucleari nello spazio
  - A Sanremo il cantautore Luigi Tenco si toglie la vita
- 1973 - Gli accordi di pace di Parigi pongono ufficialmente fine per gli Stati Uniti d'America alla guerra del Vietnam
- 1991 - Muhammad Siyad Barre fugge dal suo complesso a Mogadiscio
- 1996
  - Il colonnello Ibrahim Baré Mainassara depone il primo presidente democraticamente eletto del Niger, Mahamane Ousmane, con un colpo di Stato militare
  - La Germania osserva per la prima volta il Giorno della Memoria
- 1999 - La Fujifilm inventa e produce il sensore Super CCD
- 2002 - Diverse esplosioni in una discarica militare di Lagos, in Nigeria, uccidono più di 1000 persone
- 2010 - Viene presentato l'iPad, tablet prodotto da Apple
- 2011 - La Rivolta yemenita inizia a Sana'a
- 2013 - Muoiono 242 persone nell'incendio di un night club a Santa Maria in Brasile
- 2015 - L'ISIS uccide dieci persone nell'attentato in un hotel a Tripoli in Libia
- 2019 - Giornata mondiale della gioventù

## Nati
Ci sono circa 1 200 voci su persone nate il 27 gennaio; vedi la pagina Nati il 27 gennaio per un elenco descrittivo o la categoria Nati il 27 gennaio per un indice alfabetico.

## Morti
Ci sono circa 540 voci su persone morte il 27 gennaio; vedi la pagina Morti il 27 gennaio per un elenco descrittivo o la categoria Morti il 27 gennaio per un indice alfabetico.

## Feste e ricorrenze

### Civili
Internazionali:
- Giorno della Memoria

### Religiose
Cristianesimo
- San Giovanni Crisostomo, teologo bizantino, santo, Padre della Chiesa
- Sant'Angela Merici, vergine
- Santa Carolina Santocanale (Maria di Gesù), religiosa fondatrice delle Suore cappuccine dell'Immacolata di Lourdes
- Santa Devota, martire in Corsica e patrona del Principato di Monaco
- San Domiziano di Melitene, monaco
- Sant'Enrique Antonio de Ossó y Cervelló, sacerdote
- San Gilduino diacono
- San Giovanni Maria Muzei, martire
- San Giuliano di Sora, martire, venerato a Sora e Atina
- San Giuliano di Le Mans, vescovo
- San Marino di Bodon, abate
- San Teodorico di Orleans, vescovo
- San Vitaliano, papa
- Beata Alruna di Cham, religiosa
- Beato Antonio Mascaró Colomina, religioso e martire
- Beato Giovanni di Warneton, vescovo
- Beato Gonzalo Diaz di Amarante, mercedario
- Beato Jurgis Matulaitis, arcivescovo
- Beato Manfredo Settala, sacerdote, eremita
- Beato Michele Pini, camaldolese
- Beato Paolo Giuseppe Nardini, sacerdote
- Beata Rosalia du Verdier de la Soriniere, vergine e martire

Religione romana antica e moderna:
- Castore e Polluce al Foro